# Butlers langsnavelkaketoe
Butlers langsnavelkaketoe (Cacatua pastinator derbyi synoniem: C. p. butleri), soms ook Butlers kaketoe genoemd, is een vogel uit de orde der papegaaiachtigen en de familie der kaketoes. Hij is een ondersoort van de westelijke langsnavelkaketoe (C. pastinator).

## Uiterlijk
De Butlers langsnavelkaketoe behoort tot de witte kaketoes. Hij wordt tussen de 40 tot 48 cm lang en weegt tussen de 600 tot 750 gram en is hiermee kleiner dan de nominaatvorm. Zijn verenkleed is overwegend wit. De onderzijde van de vleugels en staart zijn geel gekleurd maar lichter dan bij de nominaatvorm. De pluimage tussen de ogen en de snavel zijn zalmroze evenals de veren aan de basis van de kop. De oogring is grijs-blauw evenals de naakte huidvlek onder de ogen. De iris is rood-bruin tot zwart-bruin. 

## Leefgebied
De kaketoe wordt aangetroffen in het zuidwestelijke deel van Westelijk Australië. Hij is te vinden in open bosrijke gebieden en rondom boerderijen.

## Voedsel
Het menu van deze vogel is overwegend vegetarisch. Het menu bestaat voor een groot deel uit zaden van o.a. landbouwgewassen en verder vruchten aangevuld met insecten en larven.

## Voortplanting
De vogel heeft zijn nest in boomholtes van met name eucalyptus soorten. De eieren worden gelegd in de periode van augustus tot en met oktober. Het vrouwtje legt tussen de 1 tot 4 eieren welke na een periode van 24 tot 29 dagen uitkomen. De jongen vliegen na 60 dagen uit. Beide ouders broeden de eieren uit en verzorgen de jongen.